# Jerzy Baworowski
Jerzy Baworowski (* 29. Dezember 1857 in Ostrów, Ostgalizien; † 6. September 1933 in Lemberg) war ein polnischer Politiker und Gutsbesitzer. Er war Abgeordneter zum Österreichischen Abgeordnetenhaus, Abgeordneter zum Galizischen Landtag  und Mitglied des verfassungsgebenden Sejm.

## Leben
Baworowski wurde als Sohn des Grafen und Gutsbesitzers Władysław Baworowski geboren. Er besuchte als Privatist das Gymnasium in Tarnopol. Er diente als Einjährigfreiwilliger beim 10. Dragonerregiment und studierte zwischen 1888 und 1889 Rechtswissenschaft am Theresianum in Wien sowie ab 1889 an der Universität Lemberg. Baworowski war Besitzer des Guts Ostrów sowie weiterer Güter in den Bezirken Tarnopol und Trembowla und arbeitete während des Ersten Weltkriegs in der Zentralkanzlei des Malteserordens in Wien.
Seine politische Karriere begann Baworowski in der Lokal- und Regionalpolitik. Er war Erster Bürgermeister von Trembowla und Budzanów und wurde 1901 zum Abgeordneten des galizischen Landtags an. Er gehörte dem Landtag bis 1913 als Vertreter des Wahlkreises Trembowla bzw. während der Legislaturperioden VIII und IX an. Zudem war er von 1901 bis 1909 Mitglied der Bezirksvertretung Tarnopol und von 1904 bis 1910 Obmann der Bezirksvertretung Trembowla. Bei der Reichsratswahl 1911 gewann Baworowski für die Polnischkonservativen ein Mandat im Wahlbezirk Galizien 69, dem er in der Folge vom 17. Juli 1911 bis zum 12. November 1918 angehörte. Er war dabei Mitglied im Polenklub und wurde 1918 dessen Obmann-Stellvertreter. Danach gehörte er von 1919 bis 1922 dem verfassungsgebenden polnischen Sejm an. Des Weiteren war er als Mitglied des Verwaltungsrates der galizischen Aktien-Hyothekenbank sowie der landwirtschaftlichen Gesellschaft in Galizien aktiv.
Baworowski war ab 1909 mit der Gräfin Katarzyna Zamoyska verheiratet. Er wurde Vater von zwei Töchtern und einem Sohn, der jedoch jung verstarb. Sein Schwiegervater war Stefan Zamoyski.